# Ковинский
Ковинский — упразднённый в 2024 году посёлок в Усть-Илимском районе Иркутской области России. Входил на год упразднения в состав Седановского муниципального образования.

## География
Посёлок находился при автодороге 25К-125, реке Конская Голова, в 47 км от Вихоревки.

## История
Упразднён Законом Иркутской области от 6 марта 2024 года N 18-ОЗ .

## Население
| 2002 | 2010 | 2011 | 2012 |
| ---- | ---- | ---- | ---- |
| 82   | ↘4   | →4   | ↘0   |

## Транспорт
Остановка общественного транспорта «Ковинский».